# Changyuan
Der Kreis Changyuan (chinesisch 长垣县, Pinyin Chángyuán Xiàn) gehört zum Verwaltungsgebiet der bezirksfreien Stadt Xinxiang in der chinesischen Provinz Henan. Er hat eine Fläche von 1.051 km² und zählt ca. 820.000 Einwohner (2004). Sein Hauptort ist die Großgemeinde Chengguan (城关镇).

## Administrative Gliederung
Auf Gemeindeebene setzt sich der Kreis aus vier Straßenvierteln, sechs Großgemeinden und acht Gemeinden zusammen. 